# Geestelijk vader
Een geestelijk vader of auctor intellectualis is iemand die als 'bedenker' van iets of iemand als het ware de vader daarvan is. Veelal wordt er met de term gedoeld op bedenkers van personages, zoals in strips, films en boeken. Ook kan iemand geestelijk vader zijn van een bedrijf of een product.
Met de term wordt ook vaak een zekere affectie aangeduid van de geestelijk vader voor zijn 'geesteskind'.
Enkele voorbeelden van geestelijk vaders zijn:
- Walt Disney, de geestelijk vader van onder meer Mickey Mouse en Donald Duck (omgekeerd is bijvoorbeeld Donald Duck het geesteskind van Walt Disney)
- Willy Vandersteen, van Suske en Wiske
- Henry Ford, van de Ford Model T
- Dick Bruna, van Nijntje